# Жунисбеков, Муратбек Кайранбаевич
Муратбек Жунисбеков (каз. Мұратбек Жүнісбеков; 1 мая 1944; Алакольский район, Алматинская область, КазССР, СССР — 4 марта 2018;) — советский и казахский певец, Заслуженный артист Казахской ССР (1989).

## Биография
Родился 1 мая 1944 года в селе Жауынгер Алакольского района Алматинской области.
В 1971 году окончил Республиканскую студию эстрадно-циркового искусства по классу народного артиста Казахстана Жусупбека Елебекова.
С 1971 года работал в Алма-Атинской областной филармонии.
В 2004 году создал ансамбль из разновидностей древнего музыкального инструмента «Кобыз», в составе которой (каз.  нар, жез қобыз, сым қобыз, сақпан қобыз, мүйіз саз, мүйіз сылдырмақ, қыл қобыз) и др.
Муратбек Жусупбеков побывал с гастрольными поездками в Чехии, Анголе, Турции, Индии, Бразилии, Канаде, Кубе, Франции, Германии и других странах мира, а также во всех республиках бывшего Советского Союза и Казахстана. В 1991 году он дал 10 сольных концертов во Франции в Париже.
В 1985 и 1990 годах занял 1 место на республиканском конкурсе мастеров прикладного искусства, проходившем в г. Алматы, за звуковую особенность инструментов и награжден дипломами ВДНХ I степени.

## Награды и звания
- Награждён Почётной грамотой Министерства культуры СССР (1977)
- Призер республиканского конкурса народных ремесленников (1986)
- Лауреат Всесоюзной выставки мастеров-ремесленников (Ашхабад, Туркмения, 1987)
- Заслуженный артист Казахской ССР — за заслуги в развитии казахского песенного искусства. (1989)
- Медаль «10 лет независимости Республики Казахстан» (2001)
- Указом Президента Республики Казахстан награждён орденом «Курмет» — за значительный вклад в развитие национального искусства.